# Oorlogskruis (Griekenland)
Het Oorlogskruis (Grieks: Πολεμικός Σταυρός, Polemikos Stavros) is de opvolger van het op 11 november 1940 door de regering van Griekenland bij wet ingestelde Oorlogskruis. Deze onderscheiding was bedoeld voor Griekse en geallieerde militairen voor heldendaden op het slagveld. In 1947 werd vastgelegd dat het kruis ook voor heldendaden in de strijd tegen de communistische partizanen mocht worden toegekend. Na de bevrijding van de Duitse bezetter was een felle burgeroorlog uitgebroken.
Het nieuwe oorlogskruis kan onder vergelijkbare omstandigheden worden uitgereikt.
Het kruis wordt niet langer met een bronzen, zilveren of gouden kroon verleend. Om de drie graden aan te geven wordt nu een bronzen, gouden of zilveren medaillon in het kruis gemonteerd. Op het baton wordt een vijfpuntige ster in het juiste (edel)metaal vastgepind. .
Het centrale medaillon bevat niet langer het gekroonde monogram van de stichter, de Griekse koning George II. Het monogram is vervangen door een wapenschild binnen een lauwerkrans. Het kruis is van een zeer lichtgepatineerd brons, het ongewijzigde lint is rood met een brede blauwe middenstreep. Men draagt het kruis op de linkerborst.
De Oorlogskruizen in andere landen, waaronder Frankrijk en Tsjechoslowakije zijn onder "Oorlogskruis" verzameld.